# Moshe Ninio
Moshe Ninio (* 1953 in Tel Aviv Israel) ist ein israelisch- französischer Fotograf, der in Paris lebt.

## Ausstellungen (Auswahl)
- 1992 documenta IX, Kassel
- 1993 Makom: zeitgenössische Kunst aus Israel Museum Moderner Kunst Stiftung Ludwig Wien, Wien
- 1998 Moshe Ninio - For the Time Being Stedelijk Museum voor Actuele Kunst, Gent (Solo)
- 2008 Check-Post - Art in Israel in the 1980s Haifa Museum of Art, Haifa
- 2011 Moshe Ninio, Haim Steinbach and Christopher Williams, Dvir Gallery, Tel Aviv[3]
- 2014 Unstable Places: New in Contemporary Art Israel-Museum, Jerusalem
- 2015 Moshe Ninio: Rainbow Rug Santa Monica Museum of Art, Santa Monica (Solo)
- 2016 Cher(e)s Ami(e)s: Hommage aux donateurs des collections contemporaines Centre Georges-Pompidou, Paris